# Johann Ludwig Meckel
Johann Ludwig Meckel (* 11. August 1813 in Herborn; † 12. November 1898 in Wiesbaden) war ein deutscher Kupferschmied und Mitglied des Nassauischen Kommunallandtags.

## Leben
Johann Ludwig Meckel war ein Sohn des Kupferschmieds Johann Heinrich Meckel und dessen Ehefrau Catharina Elisabeth Hoffmann. Nach seiner Schulausbildung erlernte er den Beruf des Kupferschmieds und stellte später Dampf- und Destilliergeräte, Wasserheizapparate für Gewächshäuser, Kupfergeräte für chemische Betriebe, Haushaltsgeräte (Back- und Bratgeschirr) und Teemaschinen her. 1855 wurde er als „Hof-Kupferschmied“ bezeichnet. 
Meckel betätigte sich politisch und wurde in den Wiesbadener Gemeinderat gewählt. Dort war er Mitglied der Stadt-Armen-Kommission. 1872 zog er sich aus dem Geschäftsleben zurück und hatte von 1875 bis 1877 für den Abgeordneten Georg Philipp Anton Hahn ein Mandat für den Nassauischen Kommunallandtag des preußischen Regierungsbezirks Wiesbaden. 

### Familie
Nach dem Tod seiner ersten Frau Sophie Margaretha Hammelmann heiratete er am 31. August 1886 Margarethe Elisabeth Wyers (1838–1909).